# Beate Schrott
Beate Schrott (Sankt Pölten, 15 april 1988) is een hordeloopster uit Oostenrijk. Zij nam tweemaal deel aan de Olympische Spelen, waarbij zij eenmaal de finale bereikte.

## Loopbaan
Bij de Europese kampioenschappen van 2012 behaalde Schrott een bronzen medaille. Ze was als vierde gefinisht, maar winnares Nevin Yanıt werd drie jaar later uit de uitslag geschrapt wegens dopinggebruik.
Op de Olympische Spelen van Londen in 2012 liep Schrott naar een zevende plaats op het onderdeel 100 m horden.
Vier jaar later op de Olympische Zomerspelen van Rio de Janeiro bleef Schrott steken in de series.

## Privé
Schrott studeerde Medicijnen aan de Universiteit van Wenen.

## Titels
- Oostenrijks kampioene 100 m - 2011
- Oostenrijks kampioene 100 m horden - 2009, 2010, 2011, 2012, 2014, 2015, 2017, 2019, 2020, 2021
- Oostenrijks indoorkampioene 60 m horden - 2011, 2012, 2013, 2014, 2020, 2021

## Persoonlijke records
Outdoor
| Onderdeel    | Prestatie              | Datum        | Plaats       |
| ------------ | ---------------------- | ------------ | ------------ |
| 100 m        | 11,80 s (+1,1 m/s)     | 9 juni 2012  | Sankt Pölten |
| 100 m horden | 12,82 s (+1,4 m/s)(NR) | 17 juli 2012 | Luzern       |
| verspringen  | 6,10 m (+0,2 m/s)      | 14 juli 2006 | Götzis       |

Indoor
| Onderdeel   | Prestatie   | Datum            | Plaats |
| ----------- | ----------- | ---------------- | ------ |
| 60 m        | 7,61 s      | 19 februari 2011 | Wenen  |
| 60 m horden | 7,96 s (NR) | 23 februari 2013 | Wenen  |

- World Athletics: 14270767